# Monothrix polylepis
Monothrix polylepis är en fiskart som beskrevs av Ogilby, 1897. Monothrix polylepis ingår i släktet Monothrix och familjen Bythitidae. Inga underarter finns listade i Catalogue of Life.